# Hostage: Rescue Mission
Hostage: Rescue Mission (deutsch: Geisel: Befreiungsmission) ist ein Computerspiel von Infogrames aus dem Jahr 1988. Portierungen folgten 1989, teilweise unter dem Namen Hostages oder weiteren Namen. Es gibt dem Spieler die Möglichkeit, auf Seiten eines polizeilichen Einsatzkommandos die Befreiung von Geiseln aus einer von Terroristen gestürmten Botschaft nachzuspielen. Das Spiel vereinigt Elemente eines Geschicklichkeits- und Actionspiels und eines frühen Third-Person-Shooters.
Unter MS-DOS waren CGA- und EGA-Modi verfügbar.

## Handlung
Ziel des Spiels ist es, alle Geiseln zu retten. Dies ist auf zweierlei Weise möglich. Die Geiseln können (theoretisch ohne Gewalt) von den Terroristen getrennt und in einem dafür vorgesehenen Raum der Botschaft gesammelt werden. Alternativ können alle Terroristen getötet werden.
Das Spiel gliedert sich in zwei Teile. Zunächst sind drei Scharfschützen zu positionieren. Im zweiten Teil ist mit drei weiteren Beamten in das Botschaftsgebäude einzudringen und sind die Geiseln zu befreien bzw. die Terroristen zu bekämpfen.

### Positionierung der Scharfschützen
Die besetzte Botschaft ist ein dreistöckiges, rechteckiges Gebäude. Es ist im Norden (rechte Bildschirmseite) an ein anderes Gebäude angebaut. Hier kann daher kein Zugang erfolgen. Die anderen drei Seiten sind über Straßen zugänglich. Obwohl die drei das rechteckige Gebäude umgebenden Straßen jeweils rechtwinklig zueinander stehen, stellt sich der im ersten Teil zu bewältigende Parcours als von links nach rechts gerade verlaufende und scrollende Strecke dar. Es ist die Aufgabe des Spielers, jeweils als einer der drei Scharfschützen auf eine vorgegebene Position vorzurücken. Die Positionen sind in den gegenüber der Botschaft befindlichen Gebäuden so ausgewählt, dass je ein Scharfschütze die östliche, südliche und westliche Seite der Botschaft beschießen kann. Ein Lageplan hilft bei der Orientierung.
Zunächst muss der Scharfschütze sich jedoch auf seine Position begeben. Die Terroristen leuchten die Straßen mit Scheinwerfern aus. Gerät der Scharfschütze in einen Scheinwerferspot, wird auf ihn geschossen. Es gilt also, die sich bewegenden Scheinwerferspots zu vermeiden. Dazu kann unter ihnen hindurchgekrochen oder in Gebäudeeingängen, Fenstern usw. Deckung gesucht werden.
Obwohl die Scharfschützen Waffen mit sich führen, können sie diese im ersten Teil nicht einsetzen. Der Waffeneinsatz bleibt dem zweiten Teil vorbehalten.

### Das Eindringen in das Gebäude
Ist wenigstens ein überlebender Scharfschützen auf Position, kann der zweite Teil gestartet werden. Sind jedoch schon jetzt Verluste zu beklagen, kann das Spiel nicht mehr mit vollem Erfolg beendet werden.
Zunächst werden die drei übrigen Teammitglieder per Hubschrauber auf das Dach der Botschaft geflogen. Dies geschieht automatisch. Sodann sind drei Phasen zu unterscheiden, zwischen denen der Spieler hin- und herspringen kann.

#### Die Rolle der Scharfschützen
Jeder der (hoffentlich lebend auf ihrer Position angekommenen) drei Scharfschützen hat nun eine Fensterfront der Botschaft im Blick. Da das Gebäude drei Geschosse hat und pro Geschoss und Seite drei Fenster, kann er sein Zielfernrohr auf neun verschiedene Fenster richten. Hinter den Fenstern können die schattenhaften Umrisse von Terroristen und Geiseln sichtbar sein. Letztere sind an ihrer Leibesfülle erkennbar. Beide können dort verharren, sich seitlich hin und her bewegen oder auch periodisch erscheinen und verschwinden. Der Scharfschütze kann nun versuchen, sein Fadenkreuz auf einen Terroristen zu richten und zu schießen. Dabei ist eine ständige Bewegung des Fadenkreuzes störend, die wohl Einflüsse wie Zittern oder Wind darstellen soll. Das Töten von Terroristen trägt zum Erfolg bei, das Töten von Geiseln führt zum Misserfolg.

#### Das Abseilen vom Dach
Die drei weiteren Teammitglieder müssen sich vom Dach abseilen und durch eines der Fenster eindringen. Dies ist schon für sich genommen nicht trivial. Wer abstürzt, stirbt. Man kann sich bis zu jedem der Geschosse abseilen; um das Risiko zu minimieren, wird man in der Regel den kürzesten Weg gehen und über das 3. OG in das Gebäude eindringen.
Wird man dabei allerdings von einem Terroristen am Fenster überrascht, so wird man hinunter gestoßen. Es gilt also, mit dem für die jeweilige Seite zuständigen Scharfschützen für ein unbesetztes Fenster zu sorgen.

#### Im Innern des Gebäudes
Gelingt es, durch das Fenster einzudringen, so findet man sich im Innern des Gebäudes wieder, nämlich in der gewählten Etage in einem der Zimmer oder auf dem Flur – je nachdem, durch welches Fenster der Zugang erfolgte.
Nun werden die Räumlichkeiten aus der Sicht eines Verfolgers des Polizisten gezeigt. In jedem Raum kann man genau vier Positionen einnehmen, nämlich eine an jeder Wand, mit Blick auf die gegenüberliegende Wand. Sollte sich dort ein Terrorist befinden, wird er das Feuer eröffnen. Dem kann man sich durch Bewegung (zu einer der anderen Wände innerhalb des Raums oder aus dem Raum hinaus) entziehen oder den Terroristen erschießen. In den Fluren kann man mehr Positionen einnehmen, nämlich vor jeder Zimmertür stehen bleiben und dabei in eine der vier Richtungen schauen. Außerdem wird ein kleiner Stockwerksplan angezeigt. Dieser zeigt auch die Positionen und ggf. Bewegungen von Terroristen und Geiseln an.
Das Verhalten der Terroristen hängt vom Schwierigkeitsgrad ab. Sie schießen niemals auf Geiseln, aber mit steigender Effizienz auf Polizisten. Manche verharren statisch in einem Raum, andere patrouillieren durch die Räume und Flure, auch über mehrere Etagen hinweg über die sie verbindenden Treppen. Manche führen zu ihrem Schutz Geiseln mit sich. Auf sie zu schießen birgt dann die Gefahr, die Geisel zu treffen.
Geiseln können Terroristen entrissen werden, wenn sich ein Polizist im selben Raum aufhält. Dann wird die Geisel dem Polizisten folgen, der sie in einen Raum im 3. OG (nordwestliches Eckzimmer) bringen sollte. Dort löst sie sich wieder von ihm und wartet dort. Werden alle Geiseln dorthin verbracht, ist das Spiel gewonnen. Alternativ kann man gewinnen, indem man alle Terroristen erschießt.

### Spielstärke
Es stehen drei Ränge (Lieutenant, Captain, Commander) mit je fünf Missionen (Training, Target, Ultimatum, Rescue, Assault) zur Auswahl. Das Verhalten der Terroristen, die Zahl und Dynamik von Scheinwerferspots, die Treffsicherheit der Gegner usw. hängen von der Spielstärke ab. Ab dem Rang Captain werden die Positionen von Gegnern und Geiseln im Stockwerksplan nicht mehr angezeigt, was die Dinge zusätzlich verkompliziert. Ein höherer Rang kann nur gewählt werden, wenn der jeweilige Code bekannt ist. Dieser wird nach erfolgreichem Bestehen des Spiels im jeweils niedrigeren Rang auf dabei höchster Spielstärke bekannt gegeben.
Rang und Spielstärke entscheiden auch, wie viel Zeit zur Befreiung der Geiseln zur Verfügung steht.

## Spielende
Das Spiel ist ein voller Erfolg, wenn alle Geiseln ohne Verluste gerettet werden können. Lediglich ein Teilerfolg ist erreicht, wenn die Geiseln gerettet wurden, aber Verluste unter den Polizisten zu beklagen sind. Ein völliger Misserfolg wäre der Tod von Geiseln, der durch versehentlichen eigenen Beschuss oder durch Auslaufen des Ultimatums der Geiselnehmer herbeigeführt wird. Ein Pressebericht informiert über den jeweiligen Ausgang. Anschließend kann das Spiel mit einem der beiden Teile neu gestartet werden.

## Rezeption
Das Spiel sei eine gelungene Mischung aus Action und Strategie, in die man schnell hineinfindet und die auch länger motiviert. Auf dem Amiga sei der Sound besser. Die Portierung auf den PC sei gelungen.